# Union de la gauche socialiste et démocrate
L'Union de la gauche socialiste et démocrate (UGSD) est une coalition électorale française formée pour les élections législatives de 1973. Elle regroupe le Parti socialiste et le Mouvement des radicaux de gauche.

## Historique
En novembre 1972, le Parti socialiste et le Mouvement des radicaux de gauche, respectivement dirigés par François Mitterrand et Robert Fabre, installent un bureau national comprenant 38 membres (19 socialistes et 19 radicaux) en vue « d'animer et de coordonner l'action des deux formations » et d'investir des candidats communs. En décembre, l'UGSD se dote de structures départementales,.
Au premier tour, l'Union de la gauche socialiste et démocrate présente 472 candidats dans les 473 circonscriptions hexagonales (490 au total). Dans le détail, on compte 434 candidats socialistes, 37 radicaux de gauche et 1 divers gauche.
Le 4 mars, l'UGSD recueille 20,71 % des suffrages exprimés (soit 4 919 426 voix) au niveau national et le 11, 120 de ses candidats sont élus, formant ainsi le deuxième groupe à l’Assemblée nationale derrière celui de l'UDR.

## Élections législatives de 1973
Le Parti socialiste se voit attribuer l'immense majorité des investitures.
| Parti ou composante | Parti ou composante              | Circonscriptions | Proportion |
| ------------------- | -------------------------------- | ---------------- | ---------- |
|                     | Parti socialiste                 | 433              | 91,54 %    |
|                     | Mouvement des radicaux de gauche | 39               | 8,25 %     |
|                     | Divers gauche                    | 1                | 0,21 %     |
|                     |                                  |                  |            |
| Candidats           | Candidats                        | 473              | 100,00 %   |

## Résultats électoraux

### Élections législatives
| Année | 1er tour  | 1er tour | 1er tour | 2d tour | 2d tour | 2d tour | Sièges    | Gouvernement |
| Année | Voix      | %        | Rang     | Voix    | %       | Rang    | Sièges    | Gouvernement |
| ----- | --------- | -------- | -------- | ------- | ------- | ------- | --------- | ------------ |
| 1973  | 4 939 603 | 20,36    | 3e       |         |         |         | 120 / 490 | Opposition   |